# Lea Schüller
Lea Schüller (Tönisvorst, 12 novembre 1997) è una calciatrice tedesca, attaccante del Bayern Monaco e della nazionale tedesca.

## Carriera

### Club

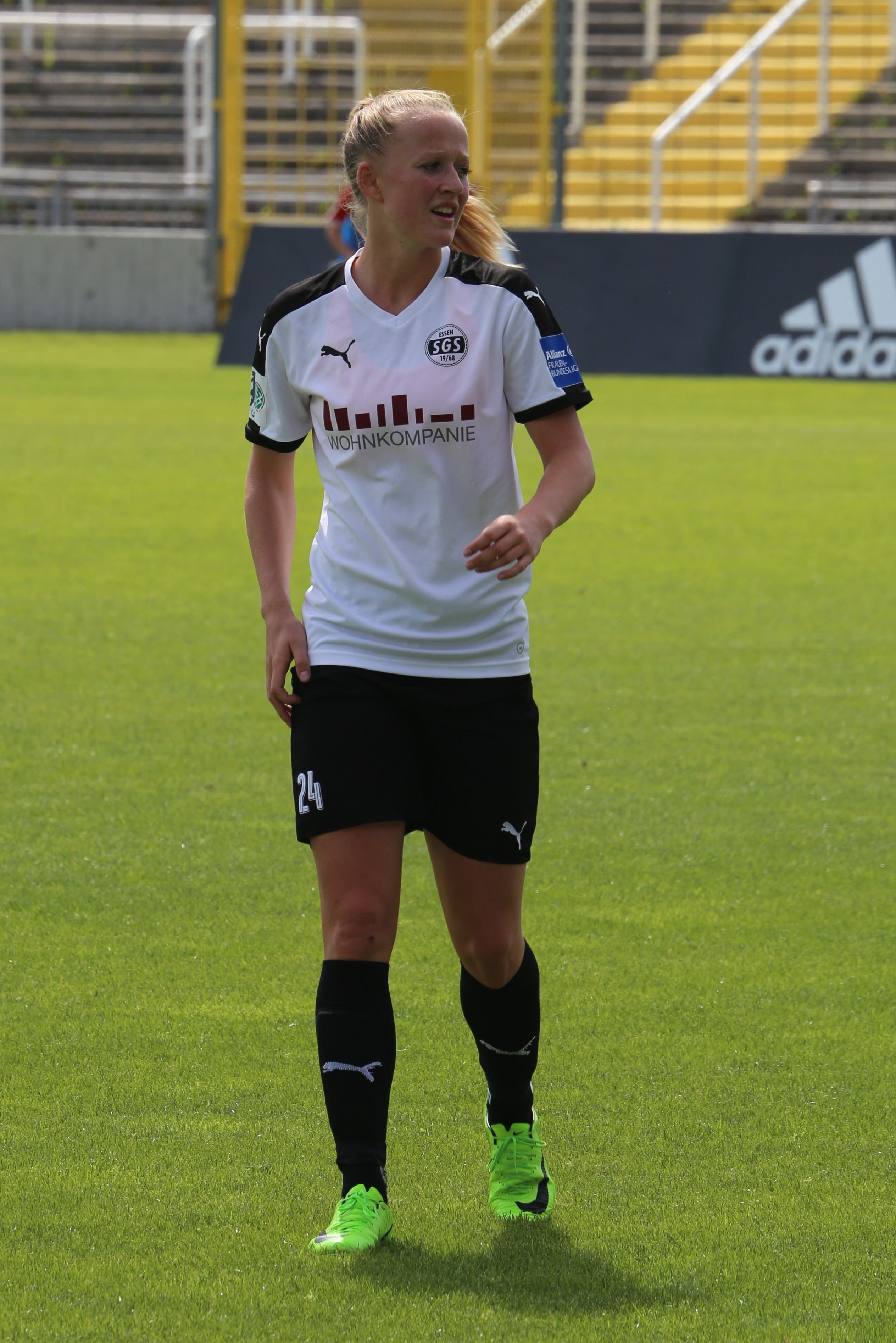
Schüller nel 2017 con la maglia dell'

Nata a Tönisvorst, nella Germania occidentale, quasi al confine con i Paesi Bassi, inizia a giocare a calcio con l'Hülser SV, dove rimane fino al 2012, all'età di 15 anni.
In quell'anno si trasferisce all'SGS Essen, dove gioca per 2 stagioni con la formazione Under-17 e debutta in prima squadra il 1º dicembre 2013, a 16 anni appena compiuti, nella gara casalinga di campionato contro il Wolfsburg, persa per 2-0, nella quale gioca titolare e viene sostituita al 65'. Nella stessa stagione, due mesi dopo, il 26 febbraio 2014, realizza le sue prime reti, segnando una doppietta nel successo esterno per 3-1 sul campo del Cloppenburg in Bundesliga. Alla prima stagione chiude chiude al 6º posto in classifica, nelle successive arrivano due quinti e un altro 6º piazzamento, oltre ad una finale di Coppa di Germania nel 2014, persa contro l'1. FFC Francoforte.
Gioca la sua centesima partita in Frauen-Bundesliga il 28 aprile 2019, alla 20ª giornata di campionato, nell'incontro vinto per 2-1 sul Friburgo, realizzando la sua cinquantesima rete in quello successivo, il 13 ottobre 2019, quella che al 79' porta l'incontro sul parziale di 5-1, poi vinto per 7-1, sulle avversarie dello Jena, incontro dove è anche autrice di una tripletta.
Il 4 settembre 2024 viene inserita nella lista delle trenta candidate al Pallone d'oro femminile.

### Nazionale
Inizia a giocare con le nazionali giovanili tedesche nel 2013, con l'under 17, disputando fino al 2014 4 gare, tre delle quali nel Mondiale di categoria in Costa Rica, dove la Germania non va oltre la fase a gironi, chiudendo con 1 solo punto in 3 gare.
Nel 2014 passa in under 19, dove viene convocata per due anni, ottenendo un bottino di 15 presenze e 6 reti, comprese 7 apparizioni in due edizioni dell'Europeo under 19, nel 2015 in Israele, dove esce in semifinale, battuta ai rigori dalla Svezia poi campione, e l'anno successivo in Slovacchia, dove viene eliminata nella fase a gironi.
Nel 2016 prende parte con l'under 20 al Mondiale in Papua Nuova Guinea, dove gioca soltanto la gara d'esordio contro il Venezuela, segnando il definitivo 2-1 al 51'. Le tedesche usciranno poi ai quarti con la Francia, poi finalista perdente.
L'esordio in nazionale maggiore arriva il 20 ottobre 2017, quando entra al 79' della gara di qualificazione al Mondiale 2019 in Francia contro l'Islanda, giocata in casa a Wiesbaden, al posto di Leonie Maier, trovando all'88' anche il gol del 2-3, rivelatosi poi inutile, con le islandesi vittoriose proprio con questo punteggio.
Il 7 aprile 2018, alla prima sulla panchina tedesca di Horst Hrubesch, subentrato a Steffi Jones, realizza un poker, segnando tutte le reti della vittoria per 4-0 sulla Repubblica Ceca in casa ad Halle, sempre nelle qualificazioni al Mondiale 2019.
Continua a ottenere fiducia anche dal nuovo CT Martina Voss-Tecklenburg, arrivata sulla panchina della nazionale da inizio 2019, condividendo con le compagne l'accesso alla fase finale di Francia 2019 e venendo inserita nella lista delle 23 calciatrici convocate comunicata il 14 maggio 2019. Durante il mondiale Voss-Tecklenburg la impiega in quattro occasioni su cinque incontri disputati dalla sua nazionale, due nella fase a gironi, dove la Germania passa il turno concludendo a punteggio pieno il gruppo B, negli ottavi di finale, incontro vinto per 3-0 sulla Nigeria e dove segna la rete che all'82' fissa il risultato, e nell'incontro dei quarti di finale, dove il 29 giugno viene battuta per 2-1 dalla Svezia che la elimina dal torneo.
A mondiale concluso Voss-Tecklenburg continua a convocarla in occasione delle qualificazioni all'Europeo di Inghilterra 2022, dove va a rete nel primo incontro del Gruppo I vinto 10-0 sul Montenegro, e all'edizione 2020 dell'Algarve Cup, dove apre le marcature nell'incontro del 7 marzo vinto 4-0 sulla Norvegia.

## Vita privata
Dal 2019 al 2023 è stata fidanzata con la velista Lara Vadlau, due volte campionessa del mondo (2014 e 2015) nella classe velica 470, inoltre campionessa olimpica nel 2024 nella 470 di genere misto.

## Statistiche

### Cronologia presenze e reti in nazionale
| Cronologia completa delle presenze e delle reti in nazionale ― Germania | Cronologia completa delle presenze e delle reti in nazionale ― Germania | Cronologia completa delle presenze e delle reti in nazionale ― Germania | Cronologia completa delle presenze e delle reti in nazionale ― Germania | Cronologia completa delle presenze e delle reti in nazionale ― Germania | Cronologia completa delle presenze e delle reti in nazionale ― Germania | Cronologia completa delle presenze e delle reti in nazionale ― Germania | Cronologia completa delle presenze e delle reti in nazionale ― Germania |
| Data                                                                    | Città                                                                   | In casa                                                                 | Risultato                                                               | Ospiti                                                                  | Competizione                                                            | Reti                                                                    | Note                                                                    |
| ----------------------------------------------------------------------- | ----------------------------------------------------------------------- | ----------------------------------------------------------------------- | ----------------------------------------------------------------------- | ----------------------------------------------------------------------- | ----------------------------------------------------------------------- | ----------------------------------------------------------------------- | ----------------------------------------------------------------------- |
| 20-10-2017                                                              | Wiesbaden                                                               | Germania                                                                | 2 – 3                                                                   | Islanda                                                                 | Qual. Mondiali 2019                                                     | 1                                                                       | 79’                                                                     |
| 24-10-2017                                                              | Aspach                                                                  | Germania                                                                | 11 – 0                                                                  | Fær Øer                                                                 | Qual. Mondiali 2019                                                     | -                                                                       | 64’                                                                     |
| 24-11-2017                                                              | Bielefeld                                                               | Germania                                                                | 4 – 0                                                                   | Francia                                                                 | Amichevole                                                              | -                                                                       | 79’                                                                     |
| 4-3-2018                                                                | Harrison                                                                | Germania                                                                | 2 – 2                                                                   | Inghilterra                                                             | SheBelieves Cup 2018                                                    | -                                                                       | 75’                                                                     |
| 7-3-2018                                                                | Orlando                                                                 | Francia                                                                 | 3 – 0                                                                   | Germania                                                                | SheBelieves Cup 2018                                                    | -                                                                       | 46’                                                                     |
| 7-4-2018                                                                | Halle                                                                   | Germania                                                                | 4 – 0                                                                   | Rep. Ceca                                                               | Qual. Mondiali 2019                                                     | 4                                                                       |                                                                         |
| 10-4-2018                                                               | Domžale                                                                 | Slovenia                                                                | 0 – 4                                                                   | Germania                                                                | Qual. Mondiali 2019                                                     | -                                                                       | 46’                                                                     |
| 10-6-2018                                                               | Hamilton                                                                | Canada                                                                  | 2 – 3                                                                   | Germania                                                                | Amichevole                                                              | -                                                                       | 83’                                                                     |
| 1-9-2018                                                                | Reykjavík                                                               | Islanda                                                                 | 0 – 2                                                                   | Germania                                                                | Qual. Mondiali 2019                                                     | -                                                                       |                                                                         |
| 4-9-2018                                                                | Tórshavn                                                                | Fær Øer                                                                 | 0 – 8                                                                   | Germania                                                                | Qual. Mondiali 2019                                                     | 1                                                                       | 46’                                                                     |
| 6-10-2018                                                               | Essen                                                                   | Germania                                                                | 3 – 1                                                                   | Austria                                                                 | Amichevole                                                              | 1                                                                       | 46’                                                                     |
| 28-2-2019                                                               | Laval                                                                   | Francia                                                                 | 0 – 1                                                                   | Germania                                                                | Amichevole                                                              | 1                                                                       | 61’                                                                     |
| 30-5-2019                                                               | Ratisbona                                                               | Germania                                                                | 2 – 0                                                                   | Cile                                                                    | Amichevole                                                              | -                                                                       | 46’                                                                     |
| 8-6-2019                                                                | Rennes                                                                  | Germania                                                                | 1 – 0                                                                   | Cina                                                                    | Mondiali 2019 - 1º turno                                                | -                                                                       | 85’                                                                     |
| 17-6-2019                                                               | Montpellier                                                             | Sudafrica                                                               | 0 – 4                                                                   | Germania                                                                | Mondiali 2019 - 1º turno                                                | -                                                                       | 66’                                                                     |
| 22-6-2019                                                               | Grenoble                                                                | Germania                                                                | 3 – 0                                                                   | Nigeria                                                                 | Mondiali 2019 - Ottavi di finale                                        | 1                                                                       |                                                                         |
| 29-6-2019                                                               | Rennes                                                                  | Germania                                                                | 1 – 2                                                                   | Svezia                                                                  | Mondiali 2019 - Quarti di finale                                        | -                                                                       | 69’                                                                     |
| 31-8-2019                                                               | Kassel                                                                  | Germania                                                                | 10 – 0                                                                  | Montenegro                                                              | Qual. Euro 2022                                                         | 1                                                                       | 53’                                                                     |
| 5-10-2019                                                               | Aquisgrana                                                              | Germania                                                                | 8 – 0                                                                   | Ucraina                                                                 | Qual. Euro 2022                                                         | -                                                                       | 57’                                                                     |
| 7-3-2020                                                                | Lagos                                                                   | Germania                                                                | 4 – 0                                                                   | Norvegia                                                                | Algarve Cup 2020 - Semifinale                                           | 1                                                                       |                                                                         |
| 19-9-2020                                                               | Essen                                                                   | Germania                                                                | 3 – 0                                                                   | Irlanda                                                                 | Qual. Euro 2022                                                         | 1                                                                       |                                                                         |
| 27-11-2020                                                              | Ingolstadt                                                              | Germania                                                                | 6 – 0                                                                   | Grecia                                                                  | Qual. Euro 2022                                                         | -                                                                       | 77’                                                                     |
| 1-12-2020                                                               | Dublino                                                                 | Irlanda                                                                 | 1 – 3                                                                   | Germania                                                                | Qual. Euro 2022                                                         | -                                                                       | 75’                                                                     |
| 21-2-2021                                                               | Aquisgrana                                                              | Germania                                                                | 2 – 0                                                                   | Belgio                                                                  | Amichevole                                                              | 1                                                                       |                                                                         |
| 24-2-2021                                                               | Venlo                                                                   | Paesi Bassi                                                             | 2 – 1                                                                   | Germania                                                                | Amichevole                                                              | -                                                                       | 46’                                                                     |
| 10-4-2021                                                               | Wiesbaden                                                               | Germania                                                                | 5 – 2                                                                   | Australia                                                               | Amichevole                                                              | -                                                                       | 83’                                                                     |
| 13-4-2021                                                               | Wiesbaden                                                               | Germania                                                                | 3 – 1                                                                   | Norvegia                                                                | Amichevole                                                              | -                                                                       | 61’                                                                     |
| 10-6-2021                                                               | Strasburgo                                                              | Francia                                                                 | 1 – 0                                                                   | Germania                                                                | Amichevole                                                              | -                                                                       | 71’                                                                     |
| 18-9-2021                                                               | Cottbus                                                                 | Germania                                                                | 7 – 0                                                                   | Bulgaria                                                                | Qual. Mondiali 2023                                                     | 2                                                                       |                                                                         |
| 21-9-2021                                                               | Chemnitz                                                                | Germania                                                                | 5 – 1                                                                   | Serbia                                                                  | Qual. Mondiali 2023                                                     | 4                                                                       | 81’                                                                     |
| 21-10-2021                                                              | Petah Tiqwa                                                             | Israele                                                                 | 0 – 1                                                                   | Germania                                                                | Qual. Mondiali 2023                                                     | -                                                                       | 78’                                                                     |
| 26-10-2021                                                              | Dortmund                                                                | Germania                                                                | 7 – 0                                                                   | Israele                                                                 | Qual. Mondiali 2023                                                     | -                                                                       | 70’                                                                     |
| 26-11-2021                                                              | Braunschweig                                                            | Germania                                                                | 8 – 0                                                                   | Turchia                                                                 | Qual. Mondiali 2023                                                     | 3                                                                       | 72’                                                                     |
| 30-11-2021                                                              | Faro                                                                    | Portogallo                                                              | 1 – 3                                                                   | Germania                                                                | Qual. Mondiali 2023                                                     | 1                                                                       |                                                                         |
| 17-2-2022                                                               | Middlesbrough                                                           | Germania                                                                | 1 – 1                                                                   | Spagna                                                                  | Arnold Clark Cup 2022                                                   | 1                                                                       |                                                                         |
| 20-2-2022                                                               | Norwich                                                                 | Canada                                                                  | 1 – 0                                                                   | Germania                                                                | Arnold Clark Cup 2022                                                   | -                                                                       | 46’                                                                     |
| 23-2-2022                                                               | Wolverhampton                                                           | Inghilterra                                                             | 3 – 1                                                                   | Germania                                                                | Arnold Clark Cup 2022                                                   | -                                                                       |                                                                         |
| 12-4-2022                                                               | Stara Pazova                                                            | Serbia                                                                  | 3 – 2                                                                   | Germania                                                                | Qual. Mondiali 2023                                                     | 1                                                                       |                                                                         |
| 24-6-2022                                                               | Magonza                                                                 | Germania                                                                | 7 – 0                                                                   | Svizzera                                                                | Amichevole                                                              | -                                                                       | 79’                                                                     |
| 8-7-2022                                                                | Brentford                                                               | Germania                                                                | 4 – 0                                                                   | Danimarca                                                               | Euro 2022 - 1º turno                                                    | 1                                                                       | 61’                                                                     |
| 31-7-2022                                                               | Londra                                                                  | Inghilterra                                                             | 1 – 1 dts                                                               | Germania                                                                | Euro 2022 - Finale                                                      | -                                                                       | 57’ 67’                                                                 |
| 3-9-2022                                                                | Bursa                                                                   | Turchia                                                                 | 0 – 3                                                                   | Germania                                                                | Qual. Mondiali 2023                                                     | 1                                                                       | 74’                                                                     |
| 6-9-2022                                                                | Plovdiv                                                                 | Bulgaria                                                                | 0 – 8                                                                   | Germania                                                                | Qual. Mondiali 2023                                                     | 3                                                                       | 64’                                                                     |
| 7-10-2022                                                               | Dresda                                                                  | Germania                                                                | 2 – 1                                                                   | Francia                                                                 | Amichevole                                                              | -                                                                       | 67’                                                                     |
| 21-2-2022                                                               | Duisburg                                                                | Germania                                                                | 0 – 0                                                                   | Svezia                                                                  | Amichevole                                                              | -                                                                       | 66’                                                                     |
| 11-4-2023                                                               | Norimberga                                                              | Germania                                                                | 1 – 2                                                                   | Brasile                                                                 | Amichevole                                                              | -                                                                       |                                                                         |
| 7-7-2023                                                                | Fürth                                                                   | Germania                                                                | 2 – 3                                                                   | Zambia                                                                  | Amichevole                                                              | 1                                                                       | 64’                                                                     |
| 24-7-2023                                                               | Melbourne                                                               | Germania                                                                | 6 – 0                                                                   | Marocco                                                                 | Mondiali 2023 - 1º turno                                                | 1                                                                       | 64’                                                                     |
| 30-7-2023                                                               | Sydney                                                                  | Germania                                                                | 1 – 2                                                                   | Colombia                                                                | Mondiali 2023 - 1º turno                                                | -                                                                       | 67’                                                                     |
| 3-8-2023                                                                | Brisbane                                                                | Corea del Sud                                                           | 1 – 1                                                                   | Germania                                                                | Mondiali 2023 - 1º turno                                                | -                                                                       |                                                                         |
| 22-9-2023                                                               | Viborg                                                                  | Danimarca                                                               | 2 – 0                                                                   | Germania                                                                | UEFA Women's Nations League 2023-2024 - 1º turno                        | -                                                                       | 81’                                                                     |
| 27-9-2023                                                               | Bochum                                                                  | Germania                                                                | 4 – 0                                                                   | Islanda                                                                 | UEFA Women's Nations League 2023-2024 - 1º turno                        | 1                                                                       | 46’                                                                     |
| 26-10-2023                                                              | Sinsheim                                                                | Germania                                                                | 5 – 1                                                                   | Galles                                                                  | UEFA Women's Nations League 2023-2024 - 1º turno                        | 2                                                                       |                                                                         |
| 31-10-2023                                                              | Reykjavík                                                               | Islanda                                                                 | 0 – 2                                                                   | Germania                                                                | UEFA Women's Nations League 2023-2024 - 1º turno                        | -                                                                       |                                                                         |
| 23-2-2024                                                               | Décines-Charpieu                                                        | Francia                                                                 | 2 – 1                                                                   | Germania                                                                | UEFA Women's Nations League 2023-2024 - Semifinale                      | -                                                                       | 46’                                                                     |
| 28-2-2024                                                               | Heerenveen                                                              | Paesi Bassi                                                             | 0 – 2                                                                   | Germania                                                                | UEFA Women's Nations League 2023-2024 - Finale 3º posto                 | 1                                                                       | 46’                                                                     |
| 5-4-2024                                                                | Linz                                                                    | Austria                                                                 | 2 – 3                                                                   | Germania                                                                | Qual. Euro 2025                                                         | -                                                                       |                                                                         |
| 9-4-2024                                                                | Aquisgrana                                                              | Germania                                                                | 3 – 1                                                                   | Islanda                                                                 | Qual. Euro 2025                                                         | 2                                                                       |                                                                         |
| 31-5-2024                                                               | Rostock                                                                 | Germania                                                                | 4 – 1                                                                   | Polonia                                                                 | Qual. Euro 2025                                                         | 1                                                                       |                                                                         |
| 4-6-2024                                                                | Gdynia                                                                  | Polonia                                                                 | 1 – 3                                                                   | Germania                                                                | Qual. Euro 2025                                                         | 2                                                                       |                                                                         |
| 12-7-2024                                                               | Reykjavík                                                               | Islanda                                                                 | 3 – 0                                                                   | Germania                                                                | Qual. Euro 2025                                                         | -                                                                       |                                                                         |
| 16-7-2024                                                               | Hannover                                                                | Germania                                                                | 4 – 0                                                                   | Austria                                                                 | Qual. Euro 2025                                                         | 1                                                                       |                                                                         |
| 25-7-2024                                                               | Marsiglia                                                               | Germania                                                                | 3 – 0                                                                   | Australia                                                               | Olimpiadi 2024 - 1º turno                                               | 1                                                                       |                                                                         |
| 28-7-2024                                                               | Marsiglia                                                               | Stati Uniti                                                             | 4 – 1                                                                   | Germania                                                                | Olimpiadi 2024 - 1º turno                                               | -                                                                       |                                                                         |
| 31-7-2024                                                               | Saint-Étienne                                                           | Zambia                                                                  | 1 – 4                                                                   | Germania                                                                | Olimpiadi 2024 - 1º turno                                               | 2                                                                       | 68’                                                                     |
| 3-8-2024                                                                | Marsiglia                                                               | Canada                                                                  | 0 – 0 dts (2-4 dtr)                                                     | Germania                                                                | Olimpiadi 2024 - Quarti di finale                                       | -                                                                       | 114’                                                                    |
| 9-8-2024                                                                | Décines-Charpieu                                                        | Spagna                                                                  | 0 – 1                                                                   | Germania                                                                | Olimpiadi 2024 - Finale 3º posto                                        | -                                                                       | 46’                                                                     |
| 29-11-2024                                                              | Zurigo                                                                  | Svizzera                                                                | 0 – 6                                                                   | Germania                                                                | Amichevole                                                              | 2                                                                       |                                                                         |
| 2-12-2024                                                               | Bochum                                                                  | Germania                                                                | 1 – 2                                                                   | Italia                                                                  | Amichevole                                                              | -                                                                       | 46’                                                                     |
| 21-2-2025                                                               | Breda                                                                   | Paesi Bassi                                                             | 2 – 2                                                                   | Germania                                                                | UEFA Women's Nations League 2025 - 1° turno                             | 1                                                                       |                                                                         |
| 25-2-2025                                                               | Norimberga                                                              | Germania                                                                | 4 – 1                                                                   | Austria                                                                 | UEFA Women's Nations League 2025 - 1° turno                             | -                                                                       | 62’                                                                     |
| 4-4-2025                                                                | Dundee                                                                  | Scozia                                                                  | 0 – 4                                                                   | Germania                                                                | UEFA Women's Nations League 2025 - 1° turno                             | 1                                                                       | 60’                                                                     |
| 8-4-2025                                                                | Wolfsburg                                                               | Germania                                                                | 6 – 1                                                                   | Scozia                                                                  | UEFA Women's Nations League 2025 - 1° turno                             | -                                                                       | 46’                                                                     |
| 30-5-2025                                                               | Ahlen                                                                   | Germania                                                                | 4 – 0                                                                   | Paesi Bassi                                                             | UEFA Women's Nations League 2025 - 1° turno                             | 2                                                                       | 56’                                                                     |
| 3-6-2025                                                                | Vienna                                                                  | Austria                                                                 | 0 – 6                                                                   | Germania                                                                | UEFA Women's Nations League 2025 - 1° turno                             | 1                                                                       | 63’                                                                     |
| 4-7-2025                                                                | San Gallo                                                               | Germania                                                                | 2 – 0                                                                   | Polonia                                                                 | Euro 2025 - 1º turno                                                    | 1                                                                       | 70’                                                                     |
| 8-7-2025                                                                | Basilea                                                                 | Germania                                                                | 2 – 1                                                                   | Danimarca                                                               | Euro 2025 - 1º turno                                                    | 1                                                                       | 70’                                                                     |
| 12-7-2025                                                               | Zurigo                                                                  | Svezia                                                                  | 4 – 1                                                                   | Germania                                                                | Euro 2025 - 1° turno                                                    | -                                                                       | 63’                                                                     |
| 19-7-2025                                                               | Basilea                                                                 | Francia                                                                 | 1 – 1 dts (5 - 6 dtr)                                                   | Germania                                                                | Euro 2025 - Quarti di finale                                            | -                                                                       | 98’                                                                     |
| 23-7-2025                                                               | Zurigo                                                                  | Germania                                                                | 0 – 1 dts                                                               | Spagna                                                                  | Euro 2025 - Semifinale                                                  | -                                                                       | 114’                                                                    |
| Totale                                                                  |                                                                         | Presenze                                                                | 81                                                                      |                                                                         | Reti                                                                    | 54                                                                      |                                                                         |

## Palmarès

### Club
- Campionato tedesco: 3

Bayern Monaco: 2020-2021, 2022-2023, 2023-2024
- Supercoppa di Germania: 1

Bayern Monaco: 2024

### Nazionale
- Bronzo olimpico: 1

Parigi 2024

### Individuale
- Capocannoniere del campionato tedesco: 1

2021-2022 (16 reti)
- Calciatrice tedesca dell'anno: 1

2022
- Miglior marcatore internazionale dell'anno IFFHS: 1

2024